# Viimsi JK
Der Viimsi Jalgpalliklubi ist ein estnischer Fußballverein aus der Stadt Haabneeme. Die Vereinsfarben sind Rot-Weiß-Schwarz.

## Geschichte
Im Jahr 2016 fusionierten die beiden Vereine HÜJK Emmaste und Viimsi MRJK und man startete mit dem gemeinsamen Spielbetrieb als Viimsi JK in der Esiliiga B. Zwei Jahre später stieg man in die viertklassige II liiga ab, konnte aber den sofortigen Wiederaufstieg erreichen. Nach drei weiteren Spielzeiten gelang dann erstmals der Aufstieg in die zweithöchste Klasse des Landes, der Esiliiga. Dort scheiterte man 2023 und 2024 in der Relegation am jeweiligen Aufstieg in die Meistriliiga. Im nationalen Pokal erreichte der Verein 2016 als Drittligist sowie 2024 als Zweitligist das Halbfinale des Wettbewerbs.

## Spielzeiten
| Jahr | Liga | Platz | Tore  | Punkte | Bester Torschütze                | Pokal      |
| ---- | ---- | ----- | ----- | ------ | -------------------------------- | ---------- |
| 2016 | III  | 8     | 56:64 | 51     | Janar Tükk (9)                   | Halbfinale |
| 2017 | III  | 7     | 55:63 | 48     | Priidu Ahven (9) Alari Verev (9) | 3. Runde   |
| 2018 | IV   | 2     | 97:19 | 65     | Tauri Tursk (34)                 | 3. Runde   |
| 2019 | III  | 5     | 75:68 | 52     | Ken-Marten Tammeveski (20)       | 3. Runde   |
| 2020 | III  | 5     | 60:44 | 41     | Karl Anton Sõerde (16)           | 3. Runde   |
| 2021 | III  | 1     | 81:30 | 64     | Karl Anton Sõerde (30)           | 2. Runde   |
| 2022 | II   | 4     | 76:40 | 63     | Ken-Marten Tammeveski (13)       | 3. Runde   |
| 2023 | II   | 2     | 67:35 | 71     | Gregor Lehtmets (25)             | 1. Runde   |
| 2024 | II   | 2     | 75:42 | 75     | Gregor Lehtmets (31)             | Halbfinale |
| 2025 | II   |       |       |        |                                  | 1. Runde   |

## Bekannte Spieler
- Aivar Anniste
- Karl-Eerik Luigend
- Janar Toomet

## Trainerchronik
| Trainer      | Nation  | von            | bis               |
| ------------ | ------- | -------------- | ----------------- |
| Urmas Kirs   | Estland | 1. Januar 2016 | 31. Dezember 2016 |
| Ivo Lehtmets | Estland | 1. Januar 2017 |                   |